# Gare de Senri-Chūō
La gare de Senri-Chūō (千里中央駅, Senri-Chūō-eki) est une gare ferroviaire de la ville de Toyonaka, dans la préfecture d'Osaka au Japon. La gare est gérée par la compagnie Kitakyu et le monorail d'Osaka.

## Situation ferroviaire
La gare de Senri-Chūō est située au point kilométrique (PK) 6,6 de la ligne principale du monorail d'Osaka et ua PK 2,5 de la ligne Kitakyu Namboku.

## Histoire
La gare est inaugurée le 14 septembre 1970.

## Service des voyageurs

### Accès et accueil
La gare est située au sein du centre commercial Senchu Pal. Le quai de la ligne Kitakyu Namboku est située en sous-sol. La gare du monorail est aérienne.

### Desserte

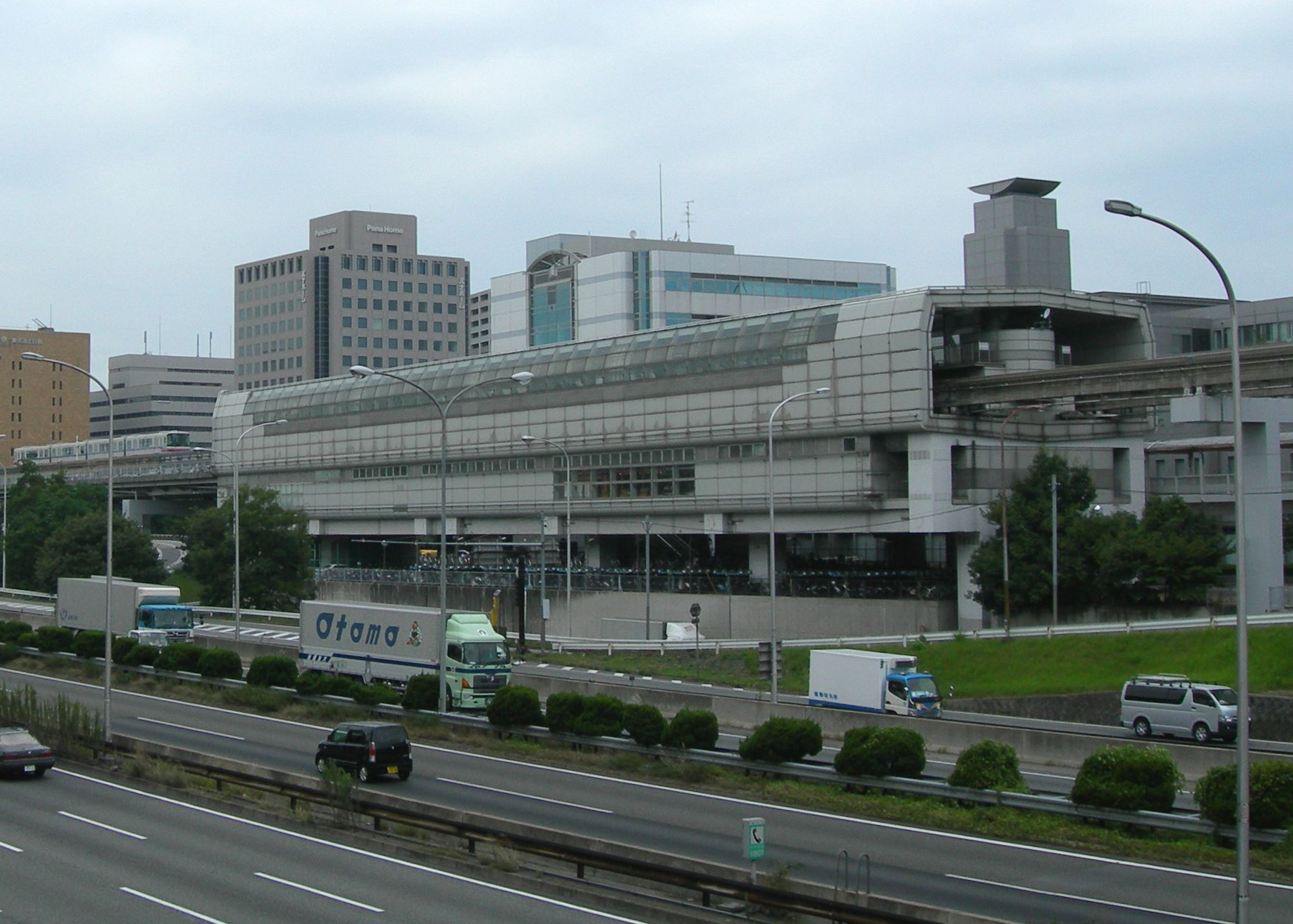
la gare du monorail.

#### Kitakyu
- Ligne Kitakyu Namboku :
  - voie 1 : direction Esaka (interconnexion avec la ligne Midōsuji pour Nakamozu)
  - voie 2 : direction Minoh-kayano

#### Monorail d'Osaka
- Ligne principale :
  - voie 1 : direction Kadomashi
  - voie 2 : direction Aéroport d'Osaka

## Environs
- Quartier de Senri New Town (千里ニュータウン?)
- Grand magasin Senri Hankyū (千里阪急?)
- The Senri Tower